# IC 2052
IC 2052 ist eine Spiralgalaxie vom Hubble-Typ Sbc im Sternbild Dorado am Südsternhimmel. Sie ist schätzungsweise 497 Millionen Lichtjahre von der Milchstraße entfernt und hat einen Durchmesser von etwa 135.000 Lj.
Im selben Himmelsareal befinden sich u. a. die Galaxien IC 2044, IC 2046, IC 2050.
Das Objekt wurde am 7. Dezember 1899 vom US-amerikanischen Astronomen DeLisle Stewart entdeckt.